# Helvetische Bank
Die Helvetische Bank AG ist eine unabhängige und unternehmergeführte Schweizer Bank mit Sitz in Zürich. Ihre Dienstleistungen richten sich an Unternehmer, institutionelle Kunden und qualifizierte Privatanleger.

## Organisation
Das Unternehmen ist eine private Gesellschaft. Ihre Aktionäre sind die Gründer, Geschäftsleitungsmitglieder, Mitarbeiter und externe Geschäftspartner.
Die Bank ist Mitglied der SIX Swiss Exchange und von der SIX für die Neuemission von Derivaten zugelassen. Bei den Anlagen bedient sich die Bank aller Vermögensklassen. Die Bank deckt die Wertschöpfungskette von Front bis hin zum Back Office ab.
Die Helvetische Bank ist in der Vermögensverwaltung, dem Corporate Finance und dem Private Banking aktiv. Ausserdem setzt sie für ihre Kundschaft Produkte auf und begleitet ihre Kunden bei kleineren Schweizer Franken-Anleihen. Die Helvetische Bank berät ihre Kunden auch bei IPOs, Public to Private, Kapitalerhöhungen, Blocktransaktionen, Aktienrückkäufe, Aktiensplits, Nennwertreduktionen, Privatplatzierungen, M&A-Aktivitäten und Mitarbeiterbeteiligung.

## Geschichte
Die Helvetische Bank AG wurde als Neue Helvetische Bank im Jahre 2010 von Thomas Matter und Daniel Hefti gegründet und nahm am 28. Februar 2011 ihre operative Tätigkeit auf. Sie erreichte die Gewinnschwelle im dritten Geschäftsjahr. Die Bank verfolgt eine konservative Geschäftspolitik.
Die Kernkapitalquote (CET1) beträgt über 25 % (Stand Ende 2020). Die Hälfte des Aktienkapitals bei der Bankgründung hält die Helvetische Bank in Form von physischem Gold. 2018 wurde sie in Helvetische Bank umfirmiert.